# Simeon Sakskoburggotski

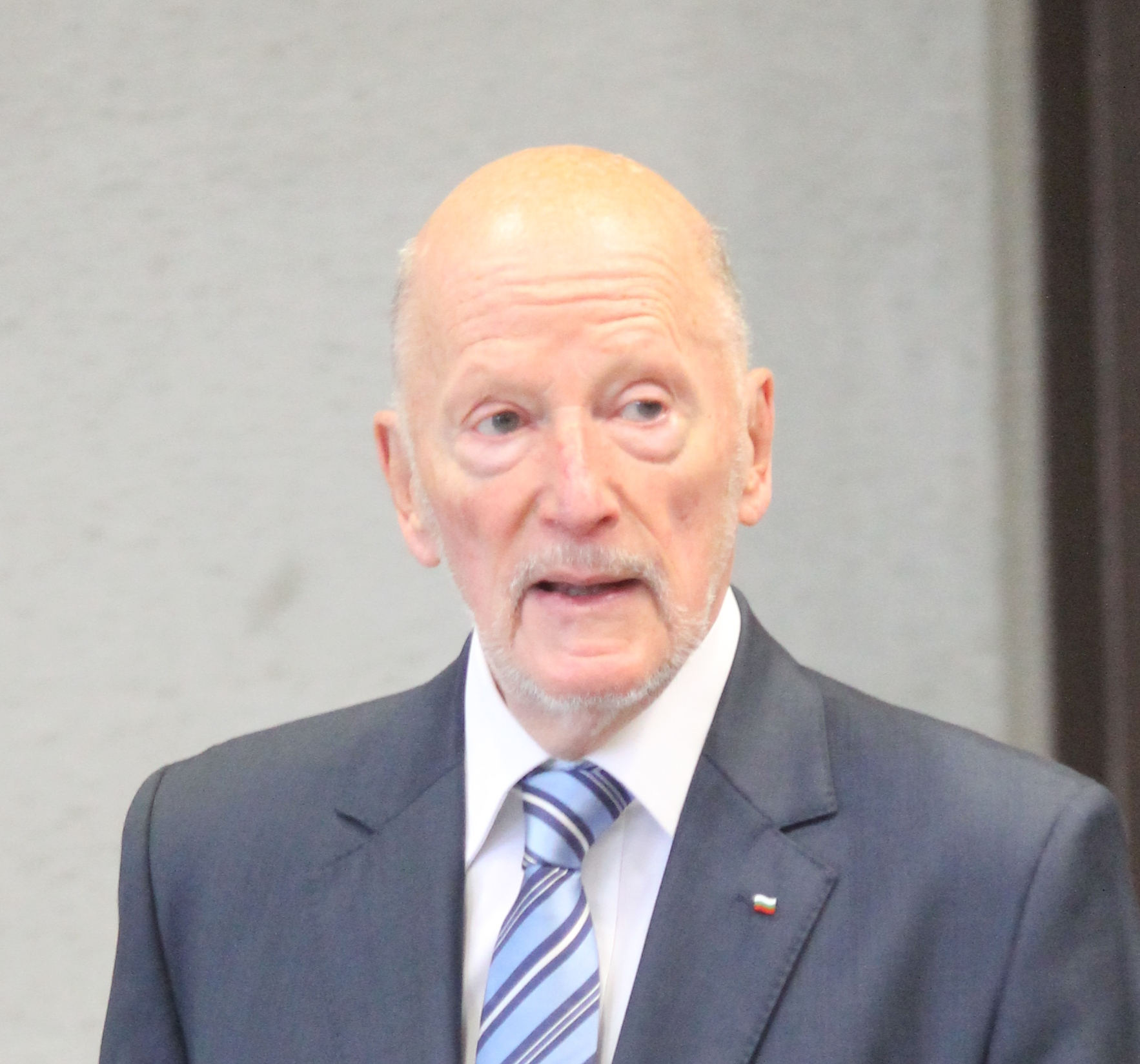
Simeon Borissow Sakskoburggotski (2017)

Simeon Borissow Sakskoburggotski, deutsch Simeon von Sachsen-Coburg und Gotha (bulgarisch Симеон Борисов Сакскобургготски * 16. Juni 1937 in Sofia), war als Simeon II. minderjährig von 1943 bis 1946 der letzte Zar des Zarentums Bulgarien und von 2001 bis 2005 Ministerpräsident der Republik Bulgarien. Außerdem war er der Chef der Linie Sachsen-Coburg-Koháry, einer Nebenlinie des Hauses Sachsen-Coburg und Gotha, die er an seine Schwester Prinzessin Maria Louisa von Bulgarien abtrat, nachdem er das Hausgesetz auf absolute Erstgeburt umgestellt hatte.

## Leben

### Herkunft
Väterlicherseits stammt Simeon aus dem Haus Sachsen-Coburg-Koháry und aus der französischen Dynastie Orléans. Seine Urgroßmutter war Prinzessin Clementine d’Orléans, Tochter des „Bürgerkönigs“ Ludwig Philipp I. von Frankreich. Sie ehelichte Prinz August von Sachsen-Coburg und Gotha, Sohn von Prinz Ferdinand Georg August von Sachsen-Coburg-Saalfeld-Koháry und Maria Antonie Gabriele von Koháry. Sein Großvater war Ferdinand I. von Sachsen-Coburg-Koháry (1861–1948), der 1887 Fürst und 1908 Zar von Bulgarien wurde. Mütterlicherseits ist er mit der italienischen Dynastie Savoyen verbunden. Seine Mutter war Prinzessin Giovanna von Savoyen, die als dritte Tochter des Königs Viktor Emanuel III. von Italien und der Königin Elena, geborene Prinzessin von Montenegro, geboren wurde. Sein Taufpate war Danail Nikolaew, ein hochdekorierter bulgarischer Militär, „Altvater der bulgarischen Wehrmacht“ genannt, und zeitweiliger Kriegsminister Bulgariens.

### Frühe Jahre

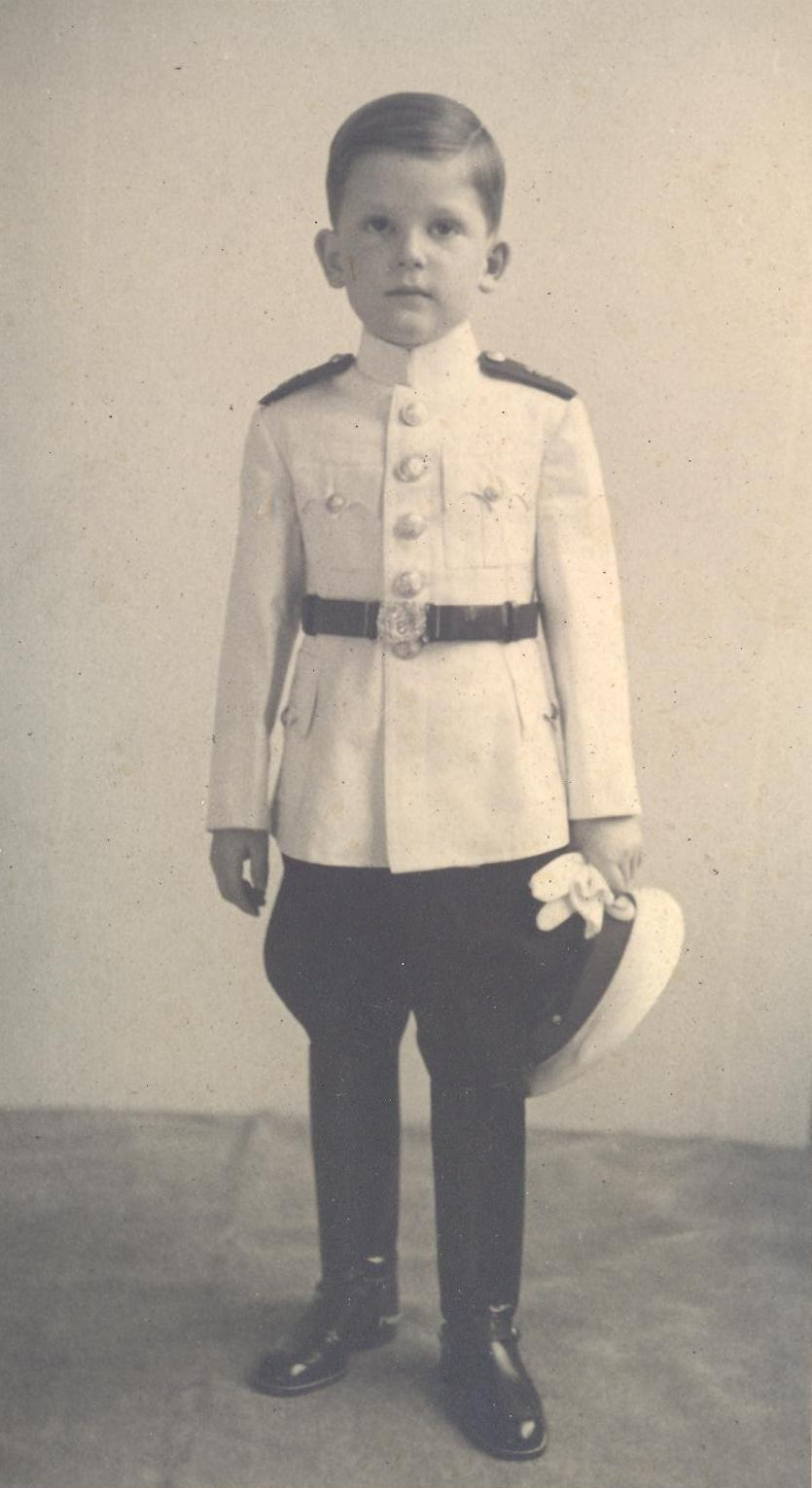
Prinz Simeon (vor 1943)

Simeon wurde als zweites Kind des Zaren Boris III. und der Zarin Giovanna von Savoyen als bulgarischer Thronfolger am 16. Juni 1937 in Sofia geboren und erhielt den Titel Knjas „Simeon Tarnowski“ (bulgarisch княз Симеон Търновски; deutsch: Fürst Simeon von Tarnowo). Er gehört wie Elisabeth II, Königin des Vereinigten Königreichs Großbritannien und Nordirland, sowie Philippe, König der Belgier, zum Haus Sachsen-Coburg und Gotha. Nach dem Tod seines Vaters am 28. August 1943 bestieg Simeon, gerade 6-jährig, den bulgarischen Thron. Da er noch minderjährig war, führte seit dem 9. September 1943 ein dreiköpfiger Regentschaftsrat, bestehend aus seinem Onkel Prinz Kyrill von Bulgarien, Verteidigungsminister Generalleutnant Nikola Michow (1891–1945) und Premierminister Bogdan Filow, die Amtsgeschäfte.

### Zweiter Weltkrieg und Exil

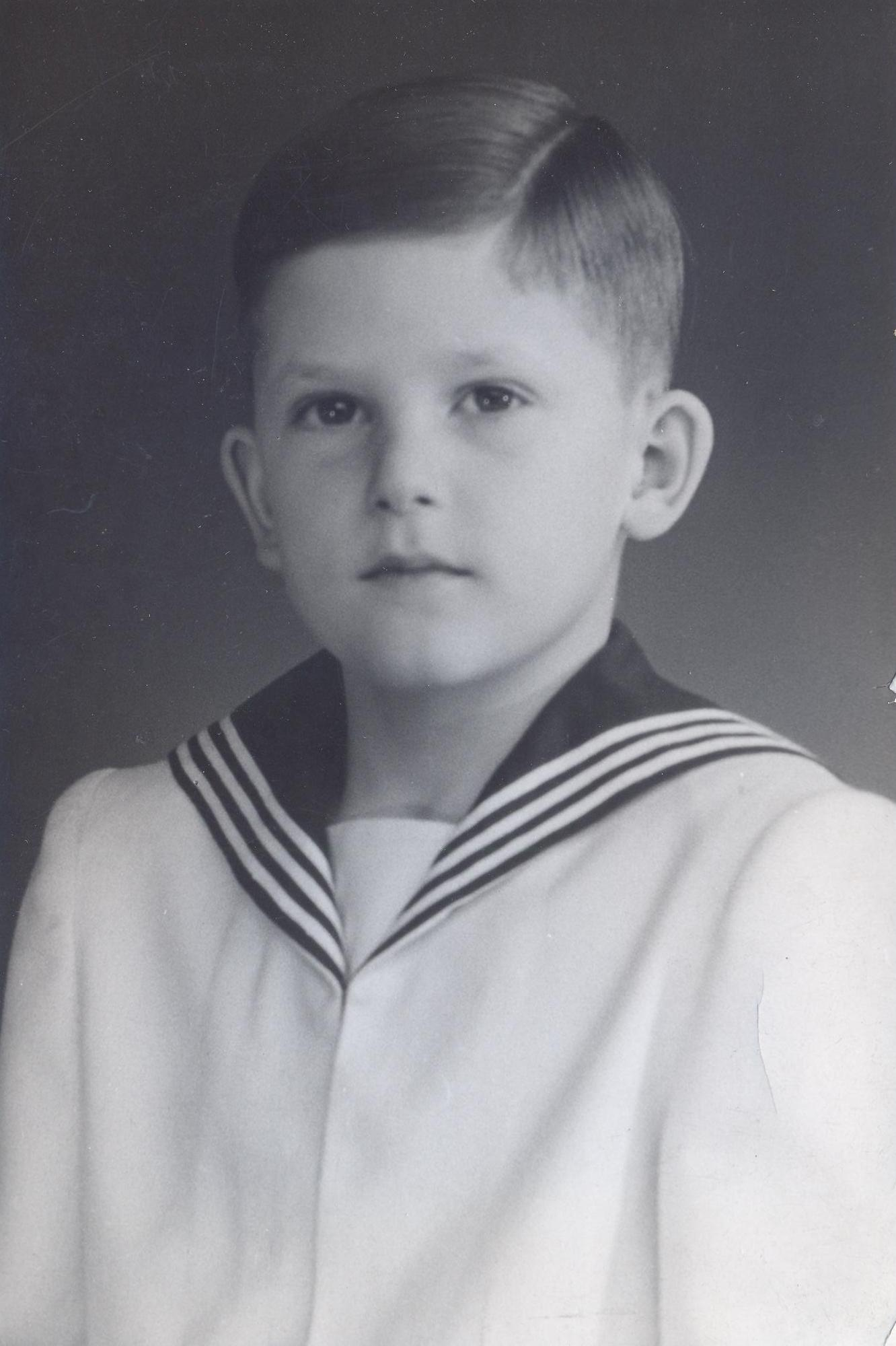
Simeon II.

Nur wenige Tage nach der Thronbesteigung Simeons kam aus Deutschland der Vorschlag, Hitler zum Vormund des minderjährigen Königs zu ernennen. Königin Giovanna gelang es, ihren Sohn über die Türkei nach Syrien zu schmuggeln, wo sie bis zum Ende des Krieges mit ihm blieb.
Nach dem Rückzug der Deutschen aus Bulgarien kehrten Königin Giovanna und ihr Sohn Simeon II. nach Bulgarien zurück. Nach dem Einmarsch sowjetischer Truppen am 5. September 1944 und der Machtübernahme durch die Kommunisten am 9. September wurden die drei Mitglieder des Regentschaftsrats sowie weitere 92 Amtsträger zum Tode verurteilt und im Februar 1945 hingerichtet, jedoch blieb Simeon zunächst König. Nach einer Volksabstimmung im Jahre 1946 entschieden sich die Bulgaren mit 3,8 Millionen gegen nur 200.000 Stimmen für die Republik. Die Abschaffung der Monarchie zwang die königliche Familie zur Flucht, woraufhin sie in Begleitung von zehn Hofmitgliedern am 16. September 1946 endgültig Bulgarien verließ.
Königin Giovanna ließ sich mit ihrer Familie zunächst unter recht ärmlichen Bedingungen in Ägypten nieder, wo bereits ihr Vater, der ehemalige italienische König Viktor Emanuel III., im Exil lebte. 1951 folgte die Familie einer Einladung des spanischen Diktators General Franco und begab sich nach Madrid, wo ihnen ein Haus mit spanischen Dienstboten zur Verfügung gestellt und der Diplomatenstatus sowie volle königliche Privilegien gewährt wurden. Als bald darauf das große Vermögen, das ihr Vater Viktor Emanuel III. von Italien hinterlassen hatte, frei wurde und den Erben ausgezahlt werden konnte, erhielt Giovanna von Savoyen ein Siebtel. Damit war die finanzielle Zukunft der Königsfamilie gesichert. Später nahm sie ihren Wohnsitz in Estoril in Portugal.

### Ausbildung und Arbeit
Simeon schloss das britische Victoria College in Alexandria, Ägypten, ab. Später besuchte er das Lycée français de Madrid, wo er sein Studium in Jura und Politikwissenschaft absolvierte. 1958–1959 besuchte er als Kadett Rilsky das Internat Valley Forge Military Academy and College in Pennsylvania (USA). Seine Ausbildung schloss er mit dem Dienstgrad Leutnant ab. Außer Bulgarisch spricht er Englisch, Französisch, Deutsch, Italienisch, Spanisch, Arabisch und Portugiesisch.
Dreizehn Jahre lang arbeitete Simeon Sakskoburggotski als Präsident der spanischen Niederlassung des französischen Konzerns für Rüstungselektronik Thomson (Thomson-CSF; später Thales Group). Er war auch als Konsultant für einige große Firmen in Europa und Afrika in den Bereichen Bankwesen, Hotellerie, Elektronik und Nahrungsmittellieferung tätig.

### Rückkehr in das politische Leben Bulgariens
1996 kehrte Simeon von Sachsen-Coburg und Gotha, nun unter dem bürgerlichen Namen Sakskoburggotski, erstmals nach fast 50-jährigem Exil in das seit 1990 demokratische Bulgarien zurück. Am 8. April 2001 gründete er die Nationale Bewegung Simeon II. (NDSW, seit 2007 Nationale Bewegung für Stabilität und Fortschritt), die zur Parlamentswahl am 17. Juni 2001 antrat. Nach dem deutlichen Sieg mit 42,74 Prozent der Stimmen (120 der 240 Abgeordnetensitze) vor dem zweitplatzierten konservativen Wahlbündnis VDK („Vereinigte Demokratische Kräfte“) mit 18,17 Prozent der Stimmen (51 Abgeordnetensitze) koalierte er mit der türkischen Minderheitspartei DPS (7,45 Prozent, 21 Sitze) und wurde am 24. Juli 2001 zum Premierminister gewählt. Seine erst zehn Wochen vor der Wahl gegründete Partei verfehlte damit um nur einen Sitz die absolute Mehrheit. Simeon ist der bisher einzige abgesetzte europäische Monarch der Geschichte, der in einer demokratischen Wahl wieder politische Macht erlangte.
Als Premierminister führte Simeon den konservativen Kurs der Vorgängerregierung weiter und sorgte durch wirtschaftspolitische Maßnahmen für einen weiteren Aufschwung, der aber nur in den Stadtgebieten zu spüren war. Jedoch konnte er sein Wahlversprechen von 2001, das Land in 800 Tagen spürbar zu verändern, nicht einhalten. Bei den Parlamentswahlen 2005 konnte seine Partei den Erfolg nicht wiederholen und wurde unter dem Druck des ehemaligen Koalitionspartners DPS Juniorpartner einer großen Koalition, geführt von der Bulgarischen Sozialistischen Partei, der reformierten Nachfolgerin der Bulgarischen Kommunistischen Partei. So kam es zu einer Regierung, in der sich die Nachfolger der Kommunisten, die für Simeons Absetzung als Monarchen 1946 und für die Rebulgarisierungskampagne in den 1980ern gegen die bulgarischen Muslime verantwortlich waren, mit den Muslimen, die Ende der 1980er gegen kommunistische Repressionen gekämpft hatten, und nicht zuletzt Simeon selbst wiederfanden.
Nachdem die NDSW 2009 nicht mehr über die Sperrklausel von vier Prozent gekommen war, was an den Korruptionsvorwürfen gegen die Dreierkoalition lag, trat Simeon vom Parteivorsitz zurück.

## Ehe und Nachkommen

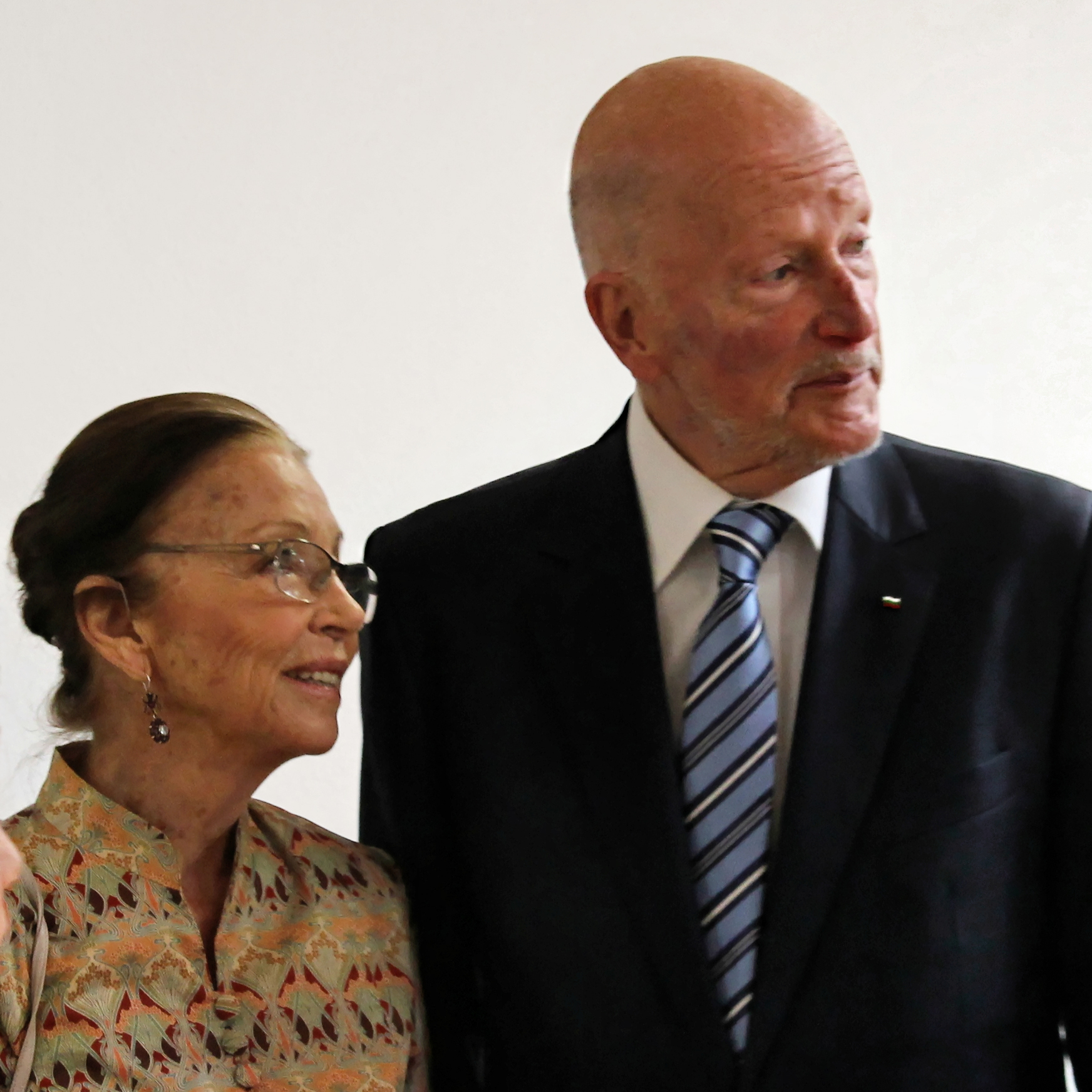
Simeon Sakskoburggotski mit Ehefrau Doña Margarita Gómez-Acebo y Cejuela (2017)

1962 heiratete Simeon die spanische Adlige Doña Margarita Gómez-Acebo y Cejuela (* 1935). Das Paar hat fünf Kinder: vier Söhne und eine Tochter. Sein Sohn Kiril war Wirtschaftsberater des bulgarischen Präsidenten Petar Stojanow (1997–2002).
- Kardam (1962–2015) ⚭ Miriam de Ungria (* 1963)
  - Boris (* 1997)
  - Beltran (* 1999)
- Kiril (* 1964) ⚭ Rosario Nadal de Puigdorfila (* 1968)
  - Mafalda (* 1994)
  - Olympia (* 1995)
  - Tassilo (* 2002)
- Kubrat (* 1965) ⚭ Carla Royo-Villanova (* 1969)
  - Mirko (* 1995)
  - Lukas (* 1997)
  - Tirso (* 2002)
- Konstantin-Assen (* 1967) ⚭ Maria Gracia de la Rasilla (* 1970)
  - Umberto (* 1999)
  - Sofia (* 1999)
- Kalina (* 1972) ⚭ Antonio „Kitín“ Muñoz Valcárcel (* 1958)
  - Simeon Hassan Muñoz (* 2007)

## Orden und Ehrenzeichen
Nach dem Erlass des Präsidenten der Republik Bulgarien vom 15. Juli 2007 wurde Simeon in Anerkennung seiner Verdienste um den Staat die höchste staatliche Auszeichnung, das Großkreuz des Ordens „Stara Planina“, verliehen. Er ist zudem Inhaber von über dreißig weiteren internationalen Orden, darunter:
- Großkreuz des Ordens Karls III.
- Grand Officier de la Légion d’Honneur
- Großkreuz des Ordens Leopolds II.
- Islamisches Großkreuz der Unabhängigkeit von Jordanien
- Großkreuz des Erlöser-Ordens
- Großkreuz des Heiligen Landes, verliehen vom Patriarchen von Jerusalem
- Großkreuz des Verdienstordens Pro Merito Melitensi des Souveränen Malteserordens
- Orden vom Goldenen Vlies
- 1976: Orden des Heiligen Andreas des Erstberufenen
- Collane des Ordens des Adlers von Georgien
- Friedensbaum-Gedenktafel (Englische Sprache: Tree of Peace Memorial Plaque)[6][7]

## Film
- 1996 Die Rückkehr des Zaren. 45 Minuten NDR, Regie Jean Boué
- Der 2011 produzierte deutsch-bulgarische Dokumentarfilm Der Junge, der König war von Andrej Paunow beschreibt das Leben von Simeon II./Simeon Sakskoburggotski und dessen Einfluss auf die heutige bulgarische Gesellschaft.[8]